# Anthaxia thalassophila
Anthaxia thalassophila ist ein Käfer aus der Familie der Prachtkäfer und der Unterfamilie der Buprestinae. Die artenreiche Gattung Anthaxia ist in Europa mit vier Untergattungen vertreten, Anthaxia thalassophila wird zur Untergattung Anthaxia s. s. gerechnet, die in Europa mit 47 Arten vertreten ist. Die Art Anthaxia thalassophila wird in drei Unterarten aufgeteilt, die Nominatform Anthaxia thalassophila thalassophila, die östlich verbreitete Anthaxia thalassophila pseudokervilli und die auf der iberischen Halbinsel verbreitete Anthaxia thalassophila iberica. Letztere wird auch als eigenständige Art Anthaxia iberica betrachtet, Anthaxia thalassophila pseudokervilli ist möglicherweise die Art Anthaxia kervilli.

## Bemerkungen zur Entdeckungsgeschichte
Obwohl der Käfer weit verbreitet und nicht selten ist, wurde er erst 1900 von Abeille de Perrin beschrieben. Abeille de Perrin fand den Käfer in Küstennähe und nannte ihn deswegen thalassophila, von altgriechisch Θάλασσα thálassa, deutsch ‚Meer‘ und φίλος phílos, deutsch ‚Freund‘ abgeleitet. Abeille stellte die Art zwischen die Arten Anthaxia fulgurans (Fleckhals-Prachtkäfer) und Anthaxia grammica (heute Anthaxia podolica). Der Spezialist für Prachtkäfer, Jan Obenberger stand noch 1916 dieser Abgrenzung sehr skeptisch gegenüber.

## Beschreibung des Käfers
|                                                                     |  |
| Abb. 1: Aufsicht Weibchen, Nominatform                              |  |
|                                                                     |  |
| Abb. 3: Flügeldeckenende                                            |  |
|                                                                     |  |
| Abb. 2: Seitenansicht ♂ Kopf und Halsschild (A. t. pseudokervillei) |  |
| Abb. 4: Seite Halsschild                                            |  |

Der Käfer wird vier bis fünf Millimeter lang. Er hat eine breite, flache Form, der Halsschild ist an der breitesten Stelle nur wenig breiter als die Flügeldecken, die Außenränder der Flügeldecken verlaufen zu über zwei Dritteln nahezu parallel. Der Käfer gehört zu den Arten, bei denen die Geschlechter in der Nominatform verschieden gefärbt sind, die Männchen sind überwiegend grün, die Weibchen mit blauem Halsschild und überwiegend kupferroten oder goldroten Flügeldecken (Abb. 1), die Färbung variiert jedoch stark. Bei der Unterart iberica sind beide Geschlechter häufig gleich gefärbt mit blauem Halsschild und dunkel kupferroten Flügeldecken, um das Schildchen mit einem unscharf abgegrenzten grünen Bereich, der Skutellartriangel. Bei der Unterart pseudokervillei sind Männchen und Weibchen häufig düster bräunlich mit Violettschimmer (Taxobild).
Der Kopf ist grob maschig punktiert, die Stirn kahl. Die elfgliedrigen Fühler sind beim Männchen nicht wie bei Anthaxia podolica ab dem fünften, sondern erst ab dem sechsten Glied nicht mehr blauschwarz, sondern bräunlich (bei der Unterart iberica schon ab dem 5. Glied). Die Fühlerglieder sind beim Männchen nur nach innen erweitert, das achte bis zehnte Glied ist viel breiter als lang und scharf gezähnt. Beim Weibchen sind die mittleren Fühlerglieder verrundet gezähnt.
Der Halsschild hat bei den drei Arten vor der Basis auf beiden Seiten einen tiefen rundlichen Eindruck (in Abb. 2 besonders gut sichtbar). Der Halsschild ist maschig punktiert, an den Seiten bilden die Maschen Längsrunzeln (Abb. 4), im Zentrum (auf der Scheibe) sind die Maschen nabelförmig, die Maschenränder verwaschen (in Abb. 1 bei voller Auflösung gut sichtbar).
Die Flügeldecken sind an der Spitze breit verrundet (Abb. 3, Umriss links rot nachgezogen). Die Basis ist fein skulpturiert, nahe der Spitze finden sich außen gröbere Punkte, die aber weder kreisrund noch tief eingestochen sind, anders als bei Anthaxia fulgurans.
Die Schienen des mittleren Beinpaars verlaufen innen mehr oder weniger gerade und sind am Ende nicht plötzlich stark erweitert und dort nur mit unscheinbaren Zähnchen besetzt.

## Biologie
In Griechenland liegen die Funde des Käfers zwischen Anfang April und Ende Juli. Sie sind nicht auf Küstennähe beschränkt. Man kann die Tiere bei warmem Wetter auf verschiedenen Blüten in der Sonne finden.
Die Larven entwickeln sich in morschen Ästen verschiedener Laubbäume. In Italien sind Flaumeiche und Kastanie als Wirtspflanzen nachgewiesen, vermutlich ist das Spektrum der Wirtspflanzen viel größer.

## Verbreitung
Die Verbreitung der Unterarten in Europa ist klar aufgeteilt. Die Unterart A. thalassophila iberica kommt nur im Westen, in Spanien und Portugal vor.
Die Unterart A. thalassophila pseudokervillei findet man östlich in Teilen des ehemaligen Jugoslawiens, in Bulgarien, auf dem griechischen Festland und den Nordägäischen Inseln, den Inselgruppen der Kykladen und Ju der Dodekanes, Kreta und der Türkei.
Die Nominatform A. thalassophila thalassophila ist in den dazwischen liegenden Gebieten zu finden (Frankreich mit Korsika, Italien mit Sardinien und Sizilien, Malta, Schweiz, Slowenien, Kroatien und Albanien).